# Tarzans größtes Abenteuer
Tarzans größtes Abenteuer (Originaltitel: Tarzan’s Greatest Adventure) ist ein  US-amerikanischer Spielfilm des Regisseurs John Guillermin aus dem Jahr 1959. Die Titelrolle des Dschungelhelden Tarzan spielte Gordon Scott hier zum fünften Mal.  Das Drehbuch entstand nach einer Erzählung von Les Crutchfield unter Verwendung der Figuren von Edgar Rice Burroughs. In der Bundesrepublik Deutschland kam der Film das erste Mal am 13. Oktober 1959 in die Kinos, die Fernsehpremiere fand am 8. November 1970 im ZDF statt.

## Handlung
Das afrikanische Dorf Mantu wird überfallen. Ziel der Angreifer ist das Dynamitlager im Dorf. Der Dorfarzt kann über Funk noch den Namen Slade übermitteln, bevor er stirbt. Am nächsten Morgen werden die Opfer des Überfalls begraben. Der anwesende Tarzan wird von einem britischen Polizisten informiert, dass man Färbemittel gefunden habe. Tarzan ist der Überzeugung, dass der Überfall nicht von Schwarzen, sondern von Weißen, die sich mit dem Färbemittel als Schwarze getarnt haben, verübt wurde.
Tarzan begegnet der Buschpilotin Angie, die über Funk den Namen Slade mitbekommen hat. Tarzan kennt Slade und erinnert sich an ihn als einen skrupellosen, über Leichen gehenden Kriminellen.  Mit einem Kanu macht er sich auf die Suche nach dem Gangster.  Angie folgt ihm mit ihrer Cessna, stürzt jedoch nach einem Motorschaden in den Fluss. Tarzan rettet sie vor einem Krokodil und setzt seine Suche mit ihr fort.
Slade ist auf seinem Flussboot mit vier Kameraden unterwegs: dem Betrüger Dino, dem Säufer O’Bannion, dem früheren Nazi Kruger und mit seiner italienischen Freundin Toni. Sie sind auf dem Weg zu einer versteckten Diamantmine, deren Lage nur Slade bekannt ist. Das Dynamit benötigen sie zum Abbau der Edelsteine. Durch einen Maschinenschaden kommt es zu einem Streit unter den Bandenmitgliedern; Tarzan und Angie können den Abstand zu den Fliehenden verringern. Die Bande geht an Land, Dino gerät in Treibsand und versinkt. Das Boot finden sie mit Pfeilen gespickt wieder vor. Während Slade und O’Bannion das Boot verlassen, kann Kruger Tarzan mit einer Dynamitladung verletzen. Dennoch kann Tarzan O’Bannion töten. Kruger versucht Toni dazu zu bringen, ihm die Lage der Mine zu verraten. Krugers Versuch, Slade zu töten, misslingt. Slade lässt ihn am Leben und begibt sich mit Toni und ihm zur Mine.
Angie versorgt den verletzten Tarzan. Beim Versuch, Medikamente von Slades Boot zu stehlen, wird sie gefangen genommen. Slade will Tarzan mit Angie in eine Falle locken. Kruger befreit Angie und lässt sie zu Tarzan laufen. Toni will Slade warnen, gerät jedoch in die für Tarzan gedachte Falle und stirbt. Kruger kann Slade davon überzeugen, dass sich Toni vor einem brüllenden Löwen gefürchtet habe und deshalb geflohen sei. Nun machen sich die beiden Männer auf den Weg zur Mine. Slade will zuerst Tarzan töten. Kruger fürchtet um seinen Diamantenanteil, also greift er Slade an. Slade erweist sich als stärker und stößt Kruger in einen Minenschacht.
Tarzan wird von Angie gesund gepflegt und verliebt sich in sie. Sehr zu Angies Missfallen will er jedoch Slade fangen, der nicht in den Dschungel gehöre.  Auf einer Flussklippe kommt es zum finalen Kampf zwischen Tarzan und Slade. Zwar kann Slade Tarzan mit einer Drahtschlinge fesseln, doch der sprengt seine Fesseln und kann Slade die Klippe hinabwerfen. Tarzan hört das Horn des Flussbootes. Angie hat das Boot geentert und bringt es zusammen mit dem Dynamit nach Mantu. Tarzan sieht ihr nach, beschließt jedoch, im Dschungel zu bleiben.

## Kritik
Das Lexikon des internationalen Films bezeichnet den Film als „Abenteuerfilm, dem fast alle Merkmale typischer Tarzan-Filme fehlen, was er durch gehäufte Rohheiten wettzumachen versucht.“
Die Variety bezeichnete den Film in ihrer Ausgabe vom 17. Juni 1959 als Dschungel-Seemansgarn, das von Tarzanfans aufgesogen werde.

## Hintergrund
Der in Eastmancolor gedrehte Streifen wurde am 8. Juli 1959 in New York City uraufgeführt. Gedreht wurde in Kenia.  In Deutschland erschien eine um acht Minuten gekürzte Fassung.
Zwei Neuerungen fallen in diesem Film besonders auf. Es ist der erste Tarzanfilm ohne seine Freundin Jane. Zudem ist auch der Schimpanse Cheetah nur in einer Szene zu Beginn des Films zu sehen.
Für die Ausstattung des Films war der Filmarchitekt Michael Stringer zuständig, sein Assistent war Peter Murton. Die Tonmischung überwachte John Cox. Der spätere Filmregisseur Nicolas Roeg arbeitete hier als Kameramann.

## Synchronisation
Die deutsche Synchronbearbeitung entstand nach den Dialogbüchern und unter der Regie von Bodo Francke in den Ateliers der Berliner Synchron GmbH in Berlin.
| Rolle     | Darsteller      | Synchronsprecher |
| --------- | --------------- | ---------------- |
| Tarzan    | Gordon Scott    | Horst Niendorf   |
| Angie     | Sara Shane      | Inge Landgut     |
| Dino      | Al Mulock       | Herbert Stass    |
| Kruger    | Niall MacGinnis | Eduard Wandrey   |
| O’Bannion | Sean Connery    | Arnold Marquis   |
| Slade     | Anthony Quayle  | Curt Ackermann   |
| Toni      | Scilla Gabel    | Renate Küster    |